# Marguerite Gaudin
Marguerite Gaudin (* 1909; † 29. September 1991 in Chestnut Hill) war eine US-amerikanische Glasmalerin. 

## Leben
Marguerite Gaudin arbeitete nahezu 60 Jahre für das Unternehmen Willet Stained Glass and Decorating Company, wo sie 1931 nach ihrem Studium am Philadelphia College of Art begann. In diesen Jahren schuf sie Bleiglasfenster für über 1000 Kirchen und Profangebäude in allen Staaten der USA und in fünf weiteren Ländern. Ab den 1940er Jahren war sie die führende Designerin bei Willett, sie wurde dort Direktorin und Vizepräsidentin.    

## Œuvres (Auswahl)
- 1951: Westwood Community Church in Los Angeles
- 1964/65: Hall of Science im World's Fair in New York City
- John A. Prior Health Sciences Library
- National Presbyterian Church and Chapel in Washington
- Cathedral Church of St. John the Divine in New York City